# Pablo Hasél

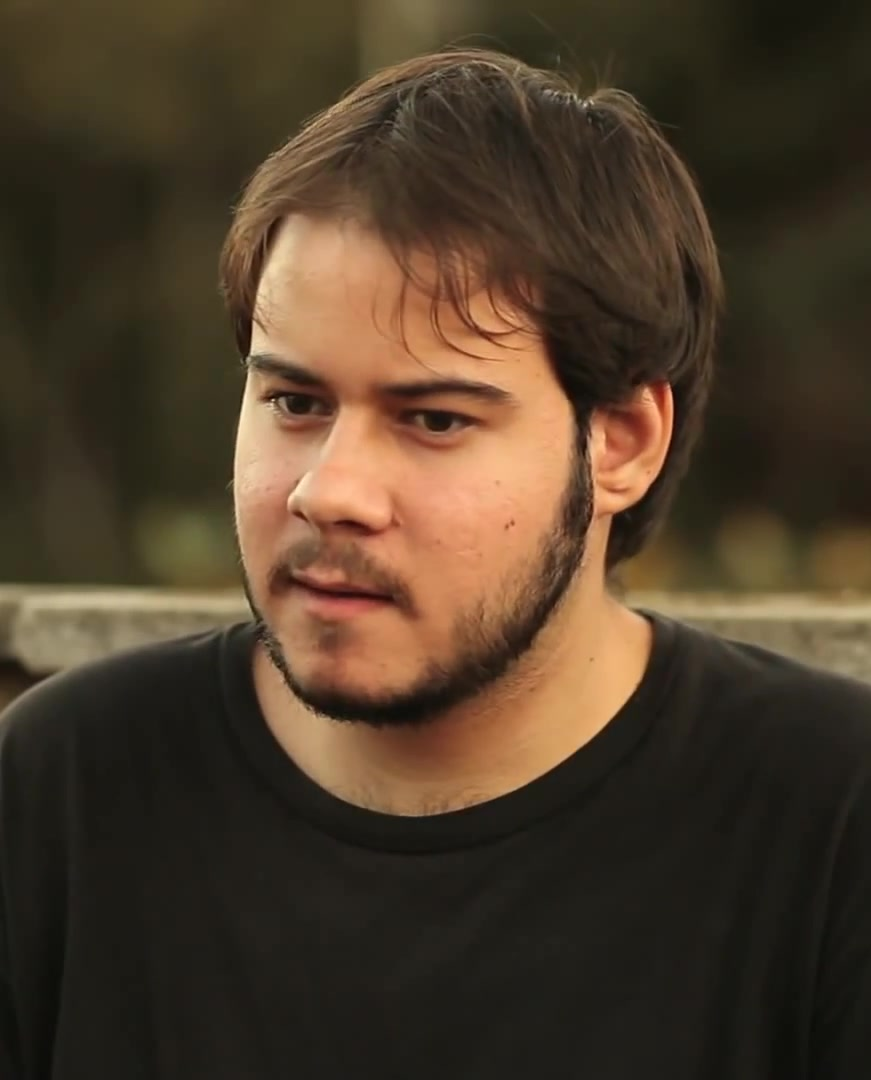
Pablo Hasél w 2011

Pablo Hasél, właśc. Pablo Rivadulla Duró (ur. 9 sierpnia 1988 w Lleidzie) – kataloński raper. Jego liczne wyroki i kary pozbawienia wolności doprowadziły do debaty na temat wolności słowa w Hiszpanii.

## Życiorys
Urodził się w rodzinie katalońskiej, jego ojciec był prezesem klubu piłkarskiego UE Lleida.
W październiku 2011 został aresztowany za nagranie piosenki zatytułowanej Democracia su Puta Madre, w której chwalił działalność GRAPO. Wypuszczono go za kaucją.
W kwietniu 2014 został skazany na dwa lata pozbawienia wolności za stworzenie kilku piosenek chwalących organizacje Terra Lliure, ETA i RAF. We wrześniu 2019 wyrok ten został mu warunkowo zawieszony.
W marcu 2018 został skazany na dwa lata pozbawienia wolności za wychwalanie terroryzmu i obrażanie króla Juana Carlosa I. Na początku 2021 nakazano mu dobrowolne udanie się do więzienia na okres dziewięciu miesięcy. Hasél publicznie odmówił. 16 lutego 2021 został aresztowany, wcześniej zabarykadował się na Uniwersytecie w Lleidzie. O wypuszczenie Pablo Haséla na wolność zaapelowała Amnesty International, w jego obronie wystosowano również list, który podpisało około 300 hiszpańskich artystów, w tym Pedro Almodóvar i Javier Bardem. Uwięzienie artysty doprowadziło do masowych protestów z udziałem tysięcy ludzi w Walencji, Madrycie i Barcelonie.